# Mont Maggiorasca
Le mont Maggiorasca est une montagne qui s'élève à 1 800 m, à la frontière entre les régions de la Ligurie et de l'Émilie-Romagne, en Italie. Il est le point culminant de l'Apennin ligure.

## Géographie
Le Maggiorasca domine le val d'Aveto (it) avec la ville de Santo Stefano d'Aveto et la vallée du Ceno avec la ville de Bedonia. Son massif constitue un important nœud orographique entre le val de Nure (Plaisance), les vallées du Ceno (Parme) et de l'Aveto (it) (Gênes).
Le sommet du Maggiorasca, large et en forme de selle, se compose de basaltes et de conglomérats de grès. À son extrémité sud placée à une altitude de 1 799 m se trouve la statue de Notre-Dame de Guadalupe, érigée en 1947, tandis que sur le sommet on distingue une installation de relais de télévision.